# Albert von Otto

Staatsminister Albert von Otto in der Zeitschrift „Die Woche“

Albert Otto, ab 1898 Albert von Otto, (* 23. Dezember 1836 in Blankenburg (Harz); † 15. September 1922 in Braunschweig; vollständiger Name: Karl Friedrich Wilhelm Albert Otto) war ein deutscher Verwaltungsjurist, Beamter und Politiker.

## Leben und Beruf
Albert Otto wuchs als Sohn eines Obergerichtsadvokaten und Notars sowie späteren Bürgermeisters von Blankenburg auf, einer Stadt, die damals zum Herzogtum Braunschweig gehörte. Nach dem Abitur am Herzoglichen Gymnasium Blankenburg studierte er Rechtswissenschaft an der Georg-August-Universität Göttingen und trat dort der Burschenschaft Hannovera bei. Sein Studium setzte er an der Ruprecht-Karls-Universität Heidelberg fort und bestand 1858 das erste juristische Staatsexamen in Braunschweig. Nach Ableistung des Wehrdienstes war er Auditor (Referendar) und legte 1863 das zweite juristische Staatsexamen ab.
Im Anschluss daran bekleidete Albert Otto verschiedene Positionen im Bereich der Justiz des Herzogtums Braunschweig, 1870/1871 nahm er am Deutsch-Französischen Krieg teil. 1872 wechselte Albert Otto in den Verwaltungsdienst und war zunächst bei der Herzoglichen Polizeidirektion, danach mehrere Jahre als Landessyndikus tätig. Im März 1884 berief ihn Herzog Wilhelm von Braunschweig unter gleichzeitiger Ernennung zum Wirklichen Geheimen Regierungsrat in das Staatsministerium des Herzogtums.
Am 18. Oktober 1884 starb Herzog Wilhelm. Da er keine legitimen Abkömmlinge hatte, war Herzog Ernst August von Cumberland (1845–1923), der letzte Kronprinz des 1866 von Preußen annektierten Königreichs Hannover eigentlich zur Nachfolge berufen. Dieser erkannte aber die Einverleibung Hannovers in den preußischen Staat nicht an. Deshalb war noch zu Lebzeiten von Herzog Wilhelm ein Regentschaftsgesetz erlassen worden, d. h. sogleich nach seinem Ableben trat ein Regentschaftsrat zusammen, dem auch Albert Otto angehörte. Auf Antrag Preußens beschloss der Bundesrat, dass ein Regierungsantritt des Herzogs von Cumberland nicht in Betracht komme. Die Landesversammlung des Herzogtums Braunschweig wählte am 21. Oktober 1885 Prinz Albrecht von Preußen, einen preußischen General und Neffen Kaiser Wilhelms I., zum Regenten. Dieser kümmerte sich wenig um Staatsgeschäfte und verließ sich auf Albert Otto, den er 1889 zum Leitenden Minister sowie zum Bevollmächtigten des Herzogtums Braunschweig beim Bundesrat ernannte. 1898 erfolgte dessen Erhebung in den erblichen braunschweigischen Adelsstand.
Albert von Otto war auf ein gutes Einvernehmen mit Preußen bedacht und unterdrückte alle welfischen Bestrebungen im Lande. Durch eine Militärkonvention mit Preußen wurden die braunschweigischen Streitkräfte der preußischen Aufsicht unterstellt. Im Übrigen war Albert von Otto damit erfolgreich, die Verschuldung des Staates Braunschweig zu drosseln und bedeutende Industrie anzusiedeln. Am 13. September 1906 starb Prinz Albrecht. Sogleich trat erneut ein Regentschaftsrat zusammen, an dessen Spitze nunmehr Albert von Otto stand. Für knapp acht Monate (13. September 1906 bis 5. Juni 1907) nahm er, der zwar inzwischen geadelt worden war, aber dem Bürgertum entstammte, die Aufgaben eines Landesherrn wahr. Eine solche Stellung – vergleichbar, aber wahrscheinlich noch angesehener als die des Oberbürgermeisters einer Reichsstadt zwischen 1815 und 1918 – hatten nur ganz wenige Personen, die nicht dem Hochadel angehörten.
Am 6. Juni 1907 wählte die Landesversammlung Herzog Johann Albrecht von Mecklenburg zum neuen Regenten. Dieser kümmerte sich in Gegensatz zu Prinz Albrecht von Preußen sehr um die Angelegenheiten des Landes und vertrat nach und nach die Auffassung, es wäre durchaus angemessen, für das Herzogtum Braunschweig einen Prätendenten aus welfischem Hause zu finden. Die Zusammenarbeit mit Albert von Otto wurde immer schwieriger, so dass dieser – damals bereits 74 Jahre alt – zum 30. April 1911 die erbetene Entlassung erhielt.
Albert von Otto wurde in der Familiengrabstätte der Familie von Otto auf dem Blankenburger Waldfriedhof beigesetzt, die im oberen hinteren Teil liegt.

## Exkurs
Der zweitgeborene Sohn Ernst August des Herzogs Ernst August von Cumberland, dessen älterer Bruder Georg Wilhelm 1912 bei einem Autounfall ums Leben gekommen war, heiratete im September 1913 Prinzessin Viktoria Luise, die einzige Tochter Kaiser Wilhelms II. Hierdurch kam es zu einer Aussöhnung der beiden Dynastien mit der Folge, dass Ernst August am 1. November 1913 als Herzog von Braunschweig den Thron bestieg.

## Ehrungen
- 1888: Verleihung des Titels Exzellenz
- 1887: Ehrendoktorwürde (als Dr. h. c.) der Juristischen Fakultät der Georg-August-Universität Göttingen
- 1891: Verleihung des Titels Staatsminister
- 1898: Erhebung in den erblichen Adelsstand
- 1908: Ehrenbürgerwürde seiner Geburtsstadt Blankenburg
- Großkreuz des herzoglich braunschweigischen Ordens Heinrich des Löwen mit Brillanten
- 1911: preußischer Roter Adlerorden 1. Klasse mit Brillanten (anlässlich seiner Verabschiedung als Leitender Minister)

Außerdem besaß Albert von Otto etliche weitere Orden aus Russland, Bulgarien und den anderen deutschen Bundesstaaten.